# 哈士奇行動序列
哈士奇是英文Husky的谐音，是1943年，盟军登陆西西里岛从而入侵意大利的作战计划的代号。

## 背景
早在1942年，美、英盟军在北非战场节节胜利的时候，盟军便计划要反攻光复欧洲，但关于登陆地点，双方有很大的分歧。
美国主张，应尽快结束北非战事，以便抽出手来一举渡过英吉利海峡，开辟第二战场，迅速打败法西斯德国。但英国认为横渡海峡的作战是一场无谓的冒险，可能会招致灭顶之灾，倒不如从意大利的西西里岛的"软腹部"进攻。
为达成一致意见，双方召开了卡萨布兰卡会议，双方议定：首先解决意大利问题，然后再考虑在法国登陆的事。会议之后，哈士奇行动计划的制定工作便在英国‍伦敦展开，但受到各方因素的影响，进展十分缓慢。后来，计划工作改由艾森豪威尔亲自负责，计划小组迁至阿尔及尔，同时被命名为"141小组"。

## 制定
领导141小组的是英国军官查尔斯·亨利·盖尔德纳少将。141小组分析了西西里岛的兵要地志，先后拿出了7个方案，但都被盟军指挥部一一否决。1943年4月，141小组再次推出"哈士奇第8号方案"。得到艾森豪威尔、亚瑟·泰德、 安德鲁·康宁汉等盟军将领的赞同。
分析认为：西西里岛地形复杂，可使用的道路比较少，特别是西西里岛东北部。盟军登陆相对比较容易，但向西西里岛腹地发展进攻将十分困难，大部队难以展开，容易受到敌人的阻击。因此，必须首先攻占西西里岛两个主要港口；即西西里岛西北部的巴勒莫港和东南部的锡腊库扎港。然后凭借这两个港口建立前进基地。

## 计划内容
经过数月的反复修改，最终定下来的哈士奇作战计划如下:
1. 哈士奇作战计划，由哈罗德·亚历山大将军指挥的第15集团军负责实施。该集团军群下辖蒙哥马利指挥的英军第8軍團和巴顿指挥的美军第7軍團。编内共有13个师和3个独立旅，总兵力为47.8万人。
2. 陆军。美軍第7軍團的任务是西西里岛南线利卡塔至斯科格利地区登陆，占領杰拉和利卡塔后，配合英军向纵深发展进攻。

英軍第8軍團任务是在西西里岛东线帕基诺至锡腊库扎地区登陆，占领该地区后，向卡塔尼亚、墨西拿方向发展进攻。
1. 海军。地中海战区的盟军海军由安德鲁·康宁汉上将统一指挥。在登陆部队进行航渡的过程中，海军负责控制突尼斯海峡和墨西拿海峡的南部海域。当登陆部队登陆以及抗击敌人反击时，给于适时的炮火支援。
2. 空军。地中海战区的盟军空军陪队由英国亚瑟·泰德空军上将统一指挥。空军的任务包括：袭击对这次战役有重要影响的敌军纵深机场、港口和交通枢纽；阻击敌增援部队集结和开往西西里岛；空中掩护所有进入和通过地中海的盟军运输队；伺机攻击意大利的海上军舰和补给船等。

## 战略意图
通过哈士奇作战计划，盟军的整体作战意图是：首先夺取西西里岛，打开通向意大利的大门，然后乘势向意大利本土发动进攻，迫使意大利政府投降，肢解轴心国体系。同时积极打击和牵制大批驻意德军，配合盟军其战场的作战。在此基础上，趁机解放整个意大利。